# Ковганко Сергій Миколайович
Сергі́й Микола́йович Ковга́нко (нар. 23 березня 1974, Миколаїв) — український боксер-любитель найлегшої ваги, бронзовий призер чемпіонату Європи 1996 та Кубку світу 1994, учасник Олімпійських ігор 1996. Майстер спорту міжнародного класу.
Тренер — Сергій Корчинський.
Освіта — Миколаївський педагогічний інститут.

## Спортивна кар'єра
1994 року Сергій Ковганко, перемігши трьох суперників і програвши в півфіналі Вічаірачанону Хадпо (Таїланд) — 4-15, завоював бронзову нагороду на Кубку світу 1994.
На чемпіонаті світу 1995 Ковганко переміг першого суперника, а в 1/8 фіналу програв Булату Жумаділову (Казахстан) — 5-10.
На чемпіонаті Європи 1996 Сергій Ковганко переміг чемпіона Європи 1993 Ровшана Гусейнова (Азербайджан) і Владислава Неймана (Ізраїль), а в півфіналі програв Юліяну Строгову (Болгарія) — 1-6 і отримав бронзову медаль.
На Олімпійських іграх 1996 Ковганко в 1/16 фіналу переміг Дарвіна Ангелеса (Гондурас) — 12-6, а в 1/8 фіналу програв Булату Жумаділову (Казахстан) — 4-21.
Після Олімпіади 1996 Сергій Ковганко деякий час продовжував виступи, а потім перейшов на тренерську роботу.